# Ládbesenyő
Ládbesenyő est un village et une commune du comitat de Borsod-Abaúj-Zemplén en Hongrie.

## Histoire
Le village tire son nom d'un peuple turcophone, les Petchénègues (besenyők en hongrois), dont la présence en Hongrie est attestée du Xe au XVe siècle.